# Dragonwall
Roman sur les Royaumes oubliés
Dragonwall est le titre anglais du deuxième roman de la trilogie Empire, écrit par Troy Denning. Édité en 1990 par la société TSR, il n'a pas encore été traduit en français.
La panique envahit Shou Lung alors que l'armée tuigane avance inexorablement. Toutes les tentatives pour repousser l'ennemi ont échoué. L'empereur en personne charge donc le jeune général Batu Min Ho d'accomplir l'impossible. Tandis que Batu et son beau-père mettent au point un plan secret pour contrée l'armée d'envahisseur, sa femme Wu et ses enfants, sous la garde de l'empereur, ne tardent pas à découvrir que des membres haut placés de la bureaucratie joue un drôle de jeu.

## Résumé
Après que toutes les tentatives du ministre de la Guerre Kwan Chan Sen aient lamentablement échoué, l'empereur Kai Tsao Shou Chin charge le général Batu Min Ho de contrer l'ennemi. Ses origines tsiganes laissent en effet penser à l'empereur qu'il peut repousser les barbares, mais sa loyauté est mise en doute après la découverte d'indices flagrant de trahison. C'est pourquoi sa femme Wu ainsi que ses enfants sont laissés sous la protection de l'empereur, officiellement pour leur sécurité, officieusement pour servir d'otages.
Batu Min Ho met alors au point un plan avec l'aide de son beau-père, le général Hsuang Yu Po, consistant à encercler et prendre au piège les tuigans dans la ville de Shou Kuan. Hsuang et son armée attirent les ennemis, menant de rudes batailles et testant l'utilisation de canons à poudre. Lorsque Batu arrive à Shou Kuan après avoir remonté le fleuve Shengti les tuigans sont pris au piège mais l'armée de Hsuang est anéantie. Largement supérieurs en nombre, les tuigans ne peuvent être délogés mais ne peuvent briser le siège. Ce statu quo et une brève négociation avec Koja, le porte-parole du Khahan, mènent Batu à retourner auprès de l'empereur. Mais de sombres révélations l'y attendent : il est accusé de trahison.
En effet la femme et les enfants de Batu, placés au centre des intrigues de la bureaucratie, ne tardent pas à découvrir que le ministre de la Guerre Kwan Chan Sen et le ministre de l'État Ju-Hai Chou sont à l'origine de l'attentat contre Yamun Khahan, et donc de la guerre. Wu découvre par la même occasion que la ministre de la Sécurité, Ting Mei Wan, fait chanter le ministre de la Guerre et n'est autre que le traître qui renseigne les ennemis. Elle est cependant accusée de trahison par Ting et elle et ses enfants sont exécutés avant d'avoir pu révéler ce qu'ils savent. Lorsque Batu rejoint le palais impérial, il est donc accusé de trahison par la ministre de la Sécurité, mais un document remis par les tuigans l'aidera à prouver sont innocence et à confondre Ting Mei Wan.
L'empereur fait exécuter publiquement la traîtresse et décide d'accorder au chef des tuigans ce qu'il demande : les deux ministres commanditaires de l'attentat. Cela met fin à la guerre et l'empereur propose alors à Batu un poste de ministre en récompense de ses services. Celui-ci, anéanti par la perte de sa famille refuse et quitte le service de l'empereur, rejoignant l'armée tuigane. Yamun Khahan est ravi d'accueillir un si bon général dans ses rangs. Il n'a en effet pas renoncé à ses ambitions et envisage déjà ses prochaines conquêtes. L'est étant désormais une impasse, ses pensées se tournent vers l'ouest et la conquête de Féérune.